# تشارلز إم. فرينش
تشارلز إم. فرينش (بالإنجليزية: Charles M. French)‏ هو منافس ألعاب قوى أمريكي، ولد في 13 يونيو 1876، وتوفي في 24 يونيو 1972.

## وصلات خارجية
- تشارلز إم. فرينش على موقع أوليمبيديا (الإنجليزية)